# Edward Griffith
Edward Griffith (1790 – 1858) è stato un naturalista, zoologo e solicitor inglese.
Scrisse General and Particular Descriptions of the Vertebrated Animals (1821) e tradusse il Règne animal di Georges Cuvier, facendovi molte aggiunte (1827 - 35).